# 虎头岗乡
虎头岗乡，是中华人民共和国河南省周口市郸城县下辖的一个乡镇级行政单位。

## 行政区划
虎头岗乡下辖以下地区：
虎岗村、白庄村、常营村、连堂村、孙庄村、宋庄村、伏赵庄村、李牌坊村、王堂村、腰刘庄村、小周庄村、杜庄村、梁老家村、王庄村、后赵庄村、段岭村、杨庄村、路集村、王寨村、刘寨村、梁庄村和刘老家村。